# Zoran Milanović
Zoran Milanović (Zágráb, 1966. október 30. –) horvát politikus, a Horvát Szociáldemokrata Párt (SDP) elnöke (2007–2016), Horvátország miniszterelnöke (2011–2016), majd köztársasági elnöke (2020-tól).

## Élete
A Zágrábi Egyetem jogi karán végzett. Előbb a fővárosi kereskedelmi bíróságon kezdett dolgozni, majd a külügyminisztériumban helyezkedett el. Külügyesként az Európai Biztonsági és Együttműködési Szervezet (EBESZ) békemissziójának tagjaként 1993-ban másfél hónapot töltött az Azerbajdzsán és Örményország által is magának követelt, háború sújtotta Hegyi-Karabahban. Hazája NATO- és EU-képviseletén dolgozott Brüsszelben, s közben megszerezte a doktori címet a Brüsszeli Szabadegyetemen.
1999-es hazatérését követően belépett a szociáldemokrata pártba, annak ellenére, hogy apja a Horvát Demokratikus Közösség (HDZ) tagjaként oktatási miniszterhelyettesi pozícióba jutott. A szociáldemokraták 2000-es választási győzelme után megbízták a NATO-val való kapcsolattartással, majd három évvel később megkapta a külügyminiszter-helyettesi posztot. 2007-ben megválasztották az SDP pártelnökének, és négy évre rá, a 2011-es parlamenti választásokat követően megalakíthatta kormányát. Előbb a 2016-os választásokat bukta el, majd egy nyilvánosságra került botrányos hangfelvétel miatt – amelyen még kormányfőként sértő szavakkal illette Szerbiát és Bosznia-Hercegovinát – kénytelen volt visszavonulni a politikától.
2019 nyarán – a baloldali pártok támogatásával – beszállt a horvátországi elnökválasztásba, majd a 2020. január 5-én megrendezett választás második fordulójában meggyőző diadalt aratott.